# 神のいつくしみの主日

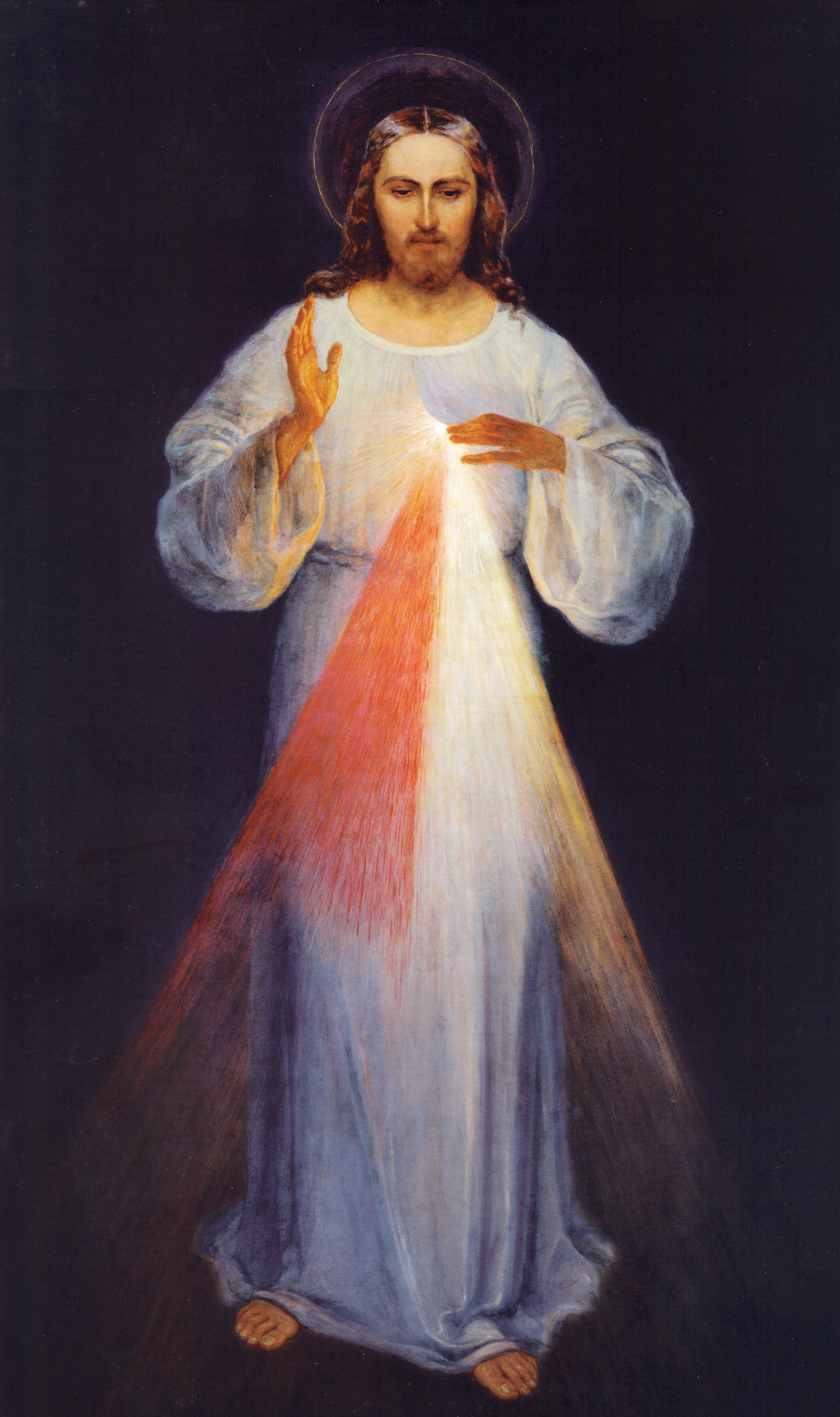
いつくしみのイエスの聖画

神のいつくしみの主日（かみのいつくしみのしゅじつ：ラテン語:Dominica in albis =意味は、白い主日 ）は、カトリック教会の祝日で、復活祭の翌週の日曜日（主日）と定められている。また、この日を「白衣の主日」とも呼ぶ。教皇聖ヨハネ･パウロ2世によって2000年に定められた。

## 概要

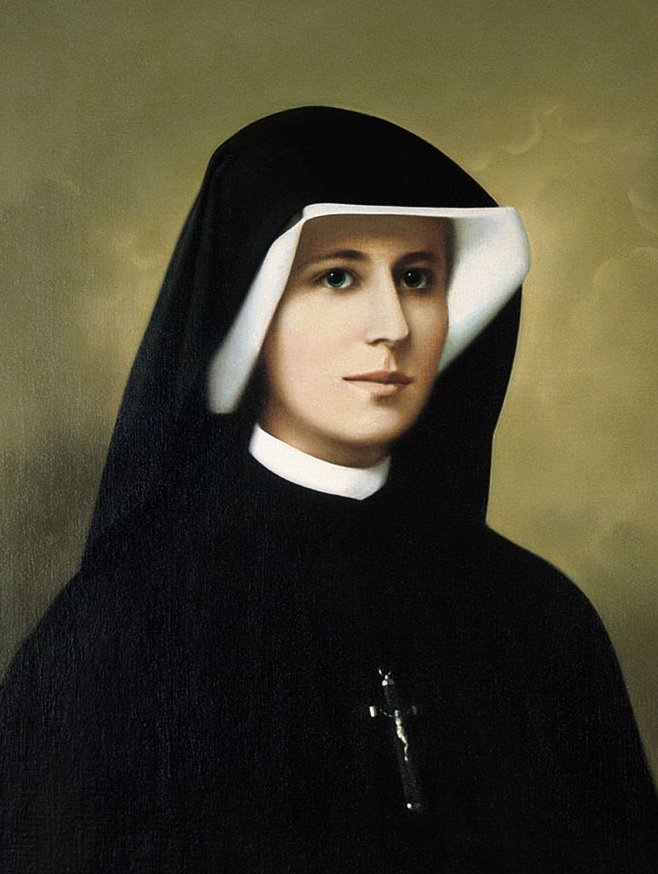
聖ファウスティナ・コヴァルスカ

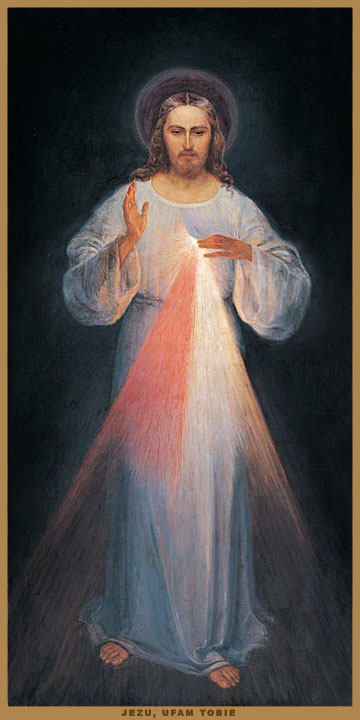
The original 神の慈しみのイメージ　聖ファウスティナの指揮によって描かれた。

### 神の慈しみのイメージ
ポーランドの「憐れみの聖母修道会」修道女ファウスティナ・コヴァルスカは、プオロツクの修道院の自室で、1931年の2月22日の夜に、イエスが白い衣をまとい、赤と青の光線を彼の心臓の部分から放射している姿を見た。（ファウスティナのノート1、47と48）そしてイエスが次の様に教えたと書き記している。
ファウスティナは1931年2月22日に、神のいつくしみのイメージについてイエスは彼女にこのイメージを「厳かに、復活祭の後の最初の日曜日に祝福されることを望む。その日曜日は 最初のいつくしみの祝日である。と伝えたことを日記に書き記している(ノート1,49)。

### イメージ画の完成
ファウスティナはウィリニュス修道院で新しく彼女の聴罪司祭となったミカエル・ソボチコ神父と出会い、彼はこのイメージ画の完成と、この「神のいつくしみのイメージ」の普及に全面的に協力し、画家で大学教授のエウゲニュシ・カジミロフスキを紹介した。1934年の6月になるとカジミロフスキはファウスティナとソボチコ神父の指示を元にした絵画を完成させた。それがファウスティナが見た唯一の神の慈しみのイメージ画であった。カジミロフスキが描いた絵は、ヴィルノの聖霊教会に安置されている。だが、全世界に伝えられるようになった絵は、画家のアドルフ・ヒワが描いたものである。神の慈しみのイメージのイエスの顔を、既に有名なトリノの聖骸布と重ね合わせて見ると、大きな類似点があることが分かる。

### 最初の「神のいつくしみの祝日」のミサ
ファウスティナが書いた日記1935年の19日の聖金曜日(ファウスティナの日記１ 414)によると、イエスが彼女に神の慈しみのイメージが公に崇敬されることを望んでいることを伝えたとしている。その1週間後の1935年4月26日、ソボチコ神父はファスティナ参列のもと、そのミサで「神のいつくしみ」について、最初の説教をした。1935年の4月28日、神の慈しみのイメージ画が飾られている間の最初のミサは、復活祭の後の最初の日曜日であった。この日は聖年の最後の罪の贖いの儀式が教皇ピウス11世によって執り行われた日でもあった。 ソボチコ神父は、ヤウジュコスキー大司教の(Jałbrzykowski)許可を得て、ドーン教会の入り口に「神のいつくしみ」のイメージ画を設置した。

### 公式制定
教皇ヨハネ･パウロ2世は2000年から、ご復活の主日の次の日曜日（復活節第二主日）を「神のいつくしみの主日」と定めた。